# Rausch Ferenc (tanár)
Traubenbergi Rausch Ferenc (Prellenkirchen (Ausztria), 1743. szeptember 13. – Pozsony, 1816. január 26.) bölcseleti doktor, egyetemi tanár.

## Élete
Elvégezvén Pozsonyban a szónoklati osztályt, 1761. október 30-án a Jézus-társaságba lépett. A hazai nemesi Theresianum tanára volt Bécsben; amikor a rend 1773-ban feloszlott, esztergom-főegyházmegyi pap lett. 1777-1800 között Budán, azután Pesten tanította az egyetemen az alkalmazott felsőbb mennyiségtant. 1786-ban bölcseletkari dékán, 1792-ben az egyetem rektora lett. Fizetése 1795-ben 900 forintról 1000 forintra emeltetett. Szent Dömötörről nevezett szerémi címzetes apát és kalocsai tiszteletbeli kanonok volt, midőn 1800-ban a Pozsonyi Akadémia aligazgatója lett. E tisztet 1803-ig viselte. 1803. január 4-én pozsonyi kanonokká és a győri tankerület főigazgatójává nevezték ki. Apostoli főjegyző és királyi tanácsos is volt.

## Munkái
- Rede auf den glorreichen Geburtstag Marien Theresien der Durchlautigsten Landesfürstinn, da die königl. Akademie der Wissenschafften zu Raab diesen Tag mit jährlichem Gedächtnisse feyerlich zu begehen angelobet, gehalten den 13. May 1777 in der akademischen Kirche. Aus dem Lateinischen übersetzt. Raab (Majláth Antal beszéde).
- Elementa Architecturae ad structuras oeconomicas applicatae. In usum academicorum per Regnum Hungariae et eidem adnexas provincias conscripta cum tabulis aeneis XI. Budae, 1779. (2. kiadás 1799., 3. k. 1816. Uo.).
- Praktische Mathematik. Zwey Bände mit Kupfertfeln. Pressburg, 1788.
- Mathesis practica. Uo. 1788. Két kötet.
- Geometria practica in usum geometrorum regni Hungariae. Budae. 1796. 14. rajztáblával.
- Arithmetica. Uo. 1797. Két táblázattal.
- Compendium geometriae subterraneae. Uo. 1797. 3 táblarajzzal.
- Idea specularium monimentorum breviter adumbrata. Uo. 1797. egy táblarajzzal.
- Descriptio berevis construendae fornacis, qnae calorem pro arbitrio temperandum, cum lignorum compendio admittit. Cum tab. aen. 6. Uo. 1797.
- Compendium hydrotechnicum cum tab. aen. 6. Uo. 1797.
- Elementa algebrae. Pestini, 1799. (Ambschell Antallal együtt).
- Búcsú-beszéd a pozsonyi akadémia tanári kara a főigazgatójához. Uo. 1803. (Extractus Protocolli consessuum Reg. Pos. Acad.).

Kéziratai az egyetemi könyvtárban: Animadversiones in hydrotechnicam, De constructione pontis, Adnotationes in geometriam practicam, De pyrotechnica sat. 4rét két kötet. (Latinul és németül).